# Trévières
Trévières est une commune française, située dans le département du Calvados en région Normandie, peuplée de 922 habitants.

## Géographie
La commune est dans le Bessin. Gros bourg commercial et administratif, elle se situe près d'Omaha Beach et à la porte du parc naturel régional des Marais du Cotentin et du Bessin, à 16 km à l'ouest de Bayeux et à 17 km à l'est d'Isigny-sur-Mer.
Son territoire est traversé par l'Aure inférieure.

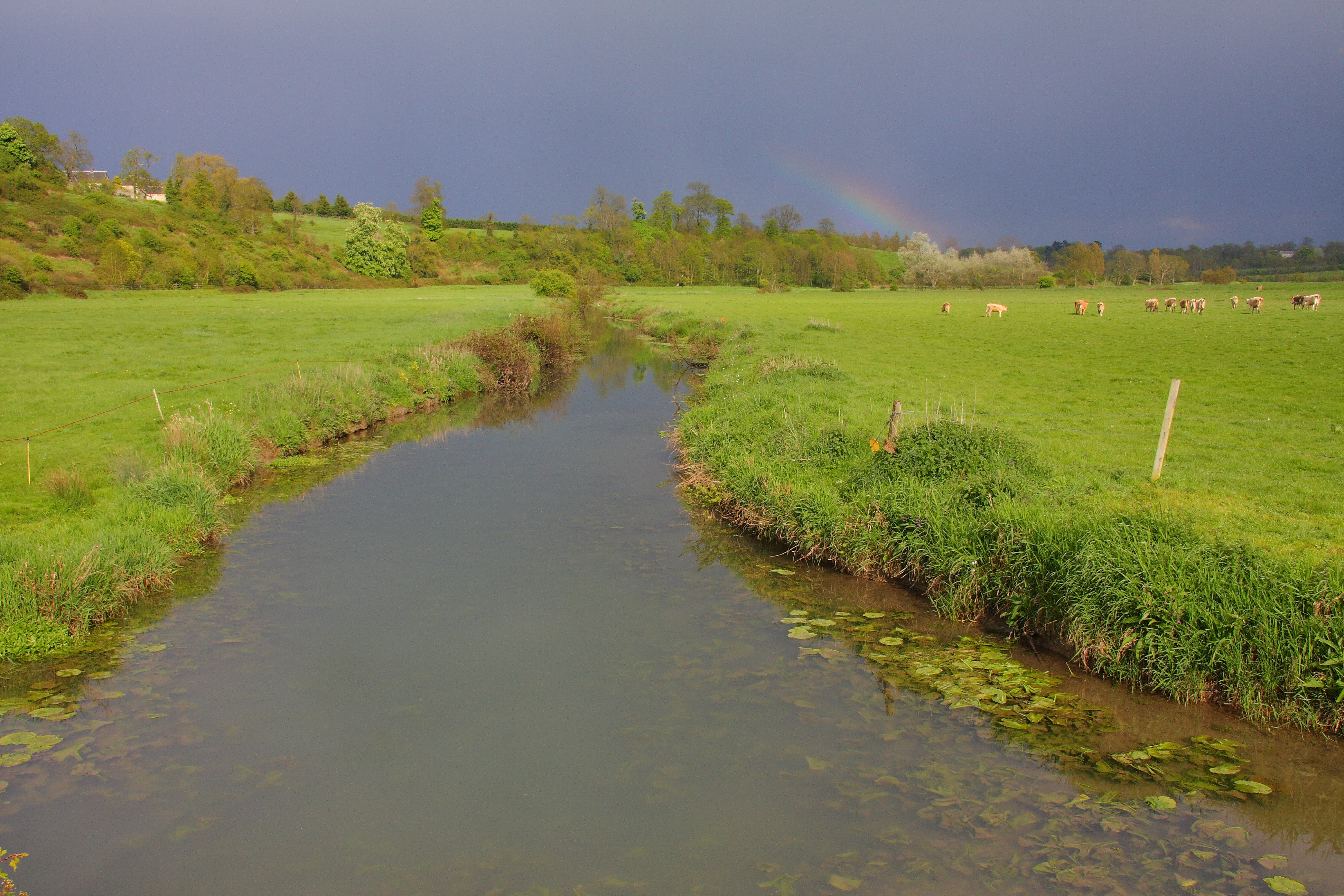
L'Aure à Trévières.
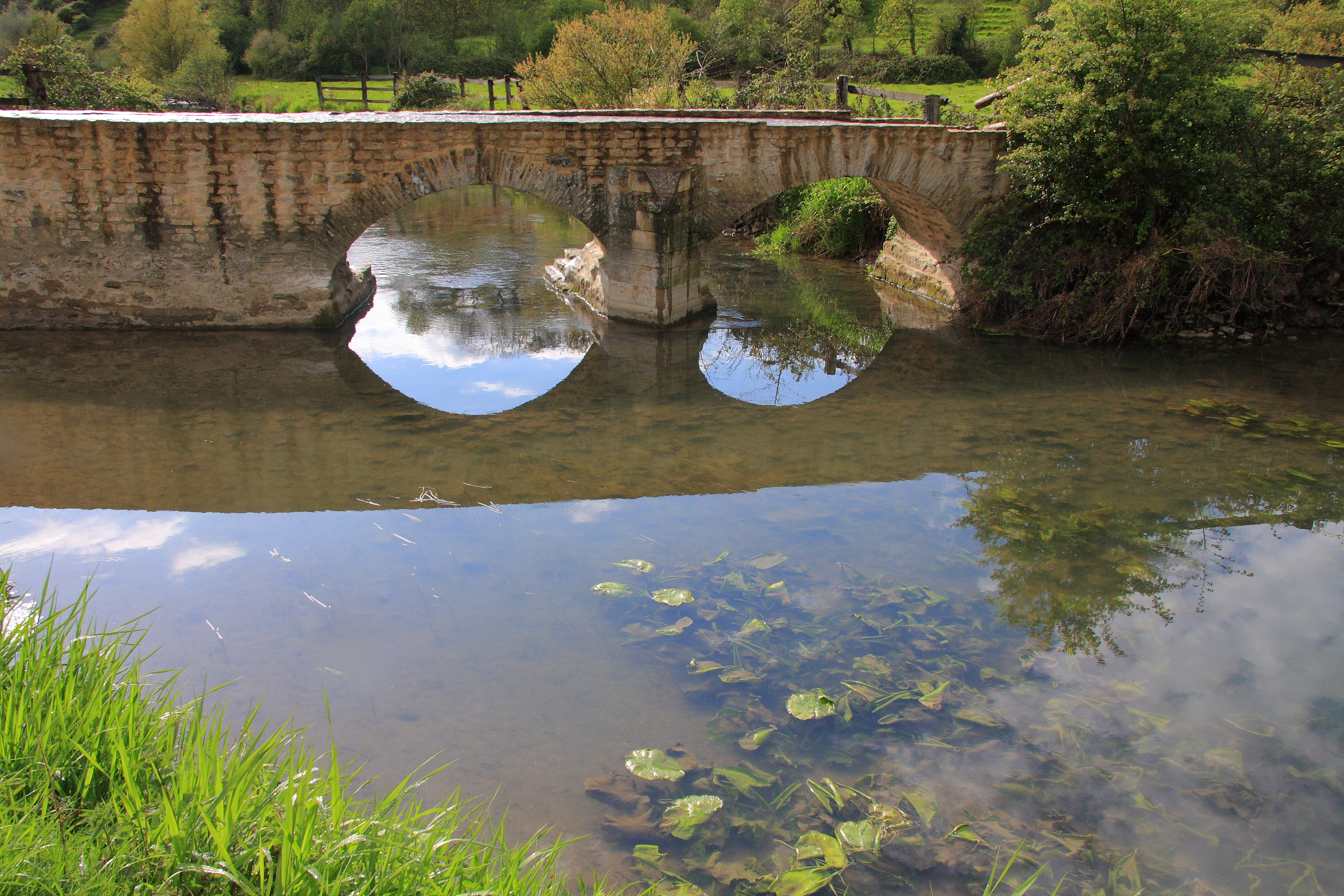
Le pont du moulin des fossés sur l'Aure.

| Écrammeville | Aignerville | Formigny, Mandeville-en-Bessin |
| Bricqueville | Trévières   | Mandeville-en-Bessin, Rubercy  |
| Bernesq      | Bernesq     | Rubercy                        |

### Hydrographie
La commune est située dans le bassin Seine-Normandie. Elle est drainée par l'Aure, l'Esque, la Tortonne, un bras de la Tortonne, le fossé 01 du Douaire, le cours d'eau 01 du Haut Bault, le cours d'eau 01 de Bellefontaine, le fossé 02 de Bellefontaine, le fossé 01 de la Ramée, le fossé 01 du Pont de la Barre et divers autres petits cours d'eau,.
L'Aure, d'une longueur de 82 km, prend sa source dans la commune de Caumont-sur-Aure et se jette dans la Vire en limite d'Osmanville, Isigny-sur-Mer et Carentan-les-Marais, après avoir traversé 26 communes.
L'Esque, d'une longueur de 21 km, prend sa source dans la commune de Cerisy-la-Forêt et se jette dans l'Aure à Colombières, après avoir traversé douze communes.
La Tortonne, d'une longueur de 18 km, prend sa source dans la commune de Balleroy-sur-Drôme et se jette dans l'Aure sur la commune, après avoir traversé onze communes.

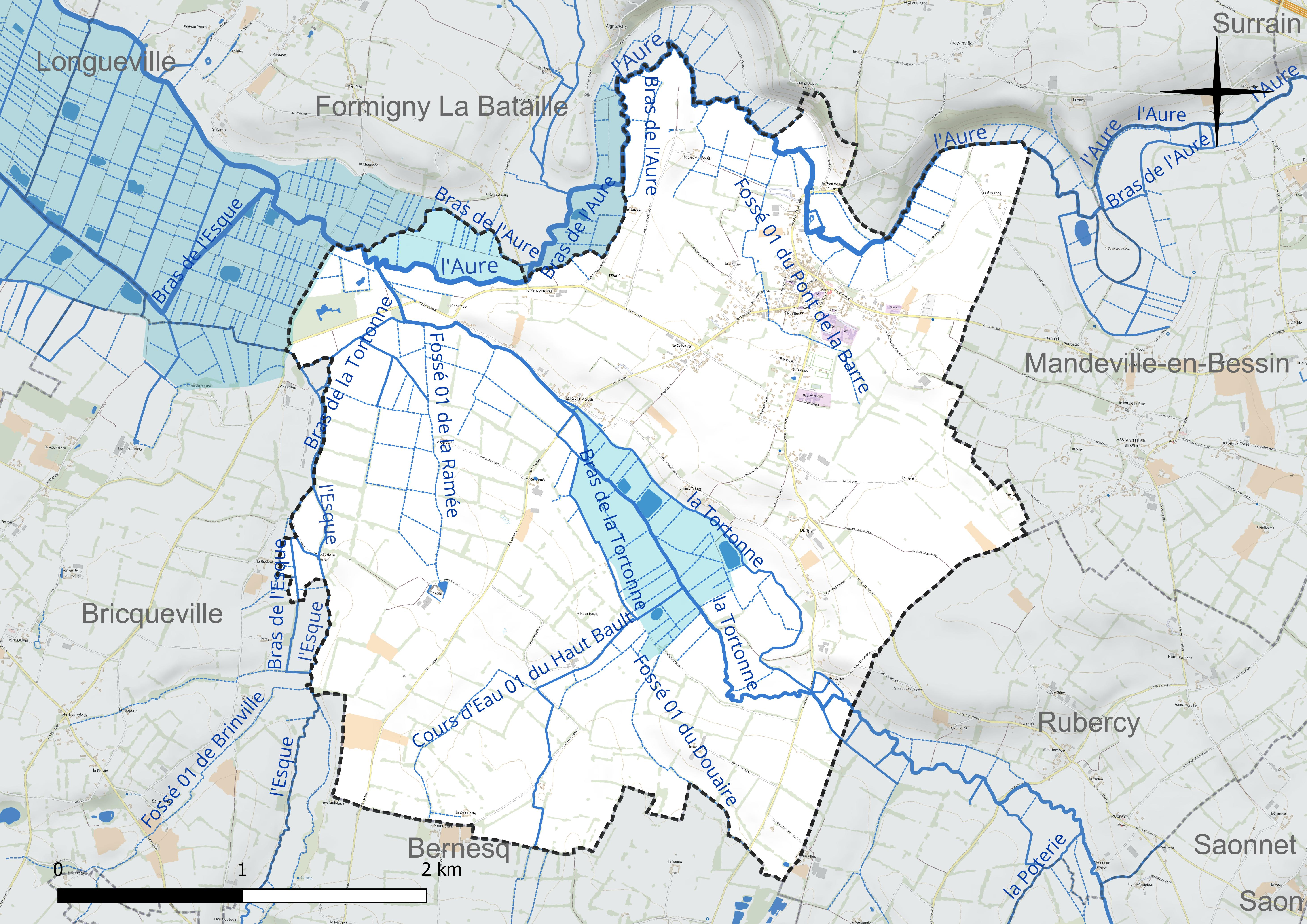
Réseau hydrographique de Trévières.

### Climat
Pour des articles plus généraux, voir Climat de la Normandie et Climat du Calvados.
En 2010, le climat de la commune est de type climat océanique franc, selon une étude du CNRS s'appuyant sur une série de données couvrant la période 1971-2000. En 2020, Météo-France publie une typologie des climats de la France métropolitaine dans laquelle la commune est exposée à un climat océanique et est dans la région climatique Normandie (Cotentin, Orne), caractérisée par une pluviométrie relativement élevée (850 mm/a) et un été frais (15,5 °C) et venté. Parallèlement le GIEC normand, un groupe régional d'experts sur le climat, différencie quant à lui, dans une étude de 2020, trois grands types de climats pour la région Normandie, nuancés à une échelle plus fine par les facteurs géographiques locaux. La commune est, selon ce zonage, exposée à un « climat maritime », correspondant au Cotentin et à l'ouest du département de la Manche, frais, humide et pluvieux, où les contrastes pluviométrique et thermique sont parfois très prononcés en quelques kilomètres quand le relief est marqué.
Pour la période 1971-2000, la température annuelle moyenne est de 10,9 °C, avec une amplitude thermique annuelle de 11,4 °C. Le cumul annuel moyen de précipitations est de 837 mm, avec 13,4 jours de précipitations en janvier et 7,8 jours en juillet. Pour la période 1991-2020, la température moyenne annuelle observée sur la station météorologique la plus proche, située sur la commune de Balleroy-sur-Drôme à 15 km à vol d'oiseau, est de 11,2 °C et le cumul annuel moyen de précipitations est de 924,3 mm,. Pour l'avenir, les paramètres climatiques de la commune estimés pour 2050 selon différents scénarios d'émission de gaz à effet de serre sont consultables sur un site dédié publié par Météo-France en novembre 2022.

## Urbanisme

### Typologie
Au 1er janvier 2024, Trévières est catégorisée commune rurale à habitat dispersé, selon la nouvelle grille communale de densité à 7 niveaux définie par l'Insee en 2022.
Elle est située hors unité urbaine et hors attraction des villes,.

### Occupation des sols

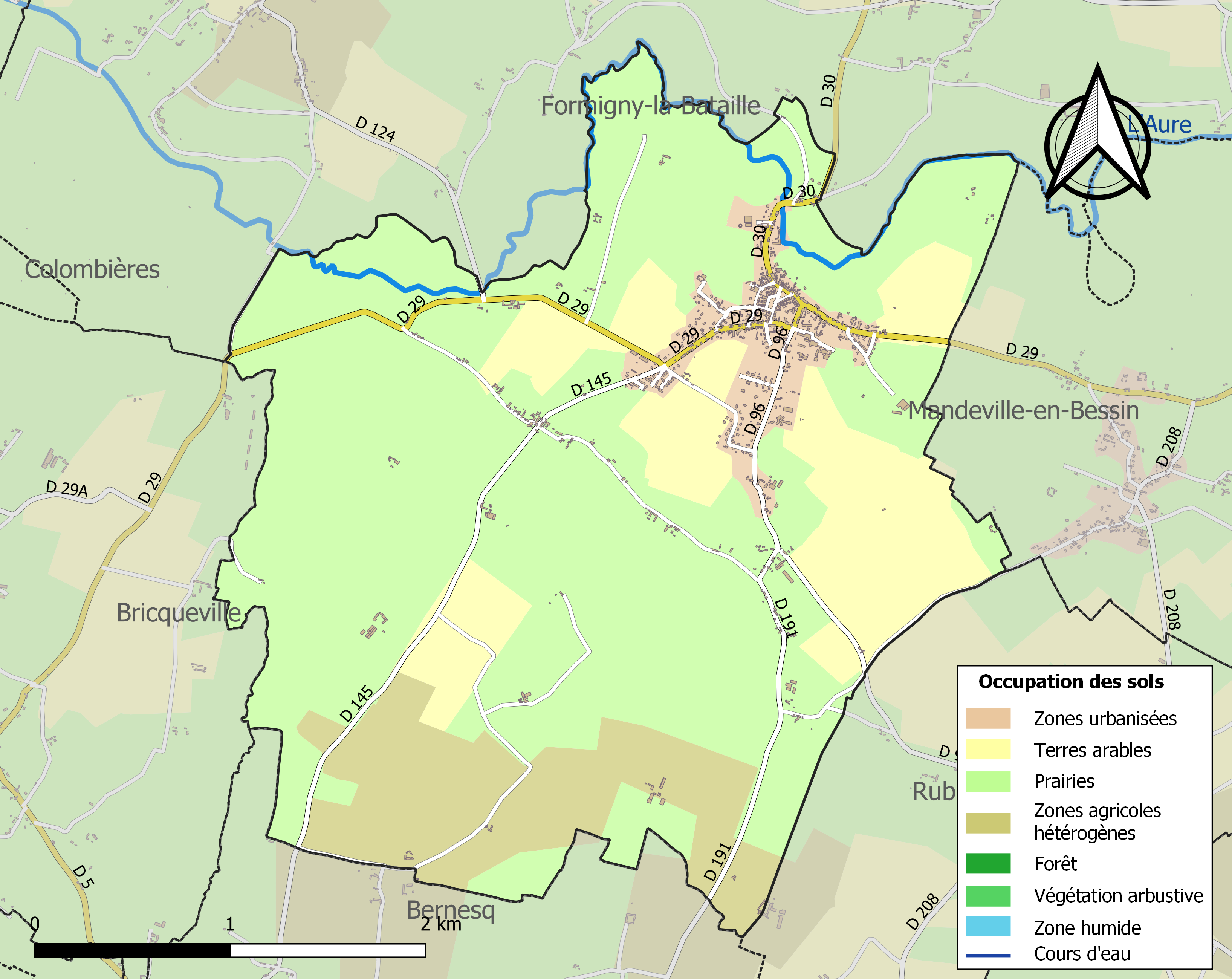
Carte des infrastructures et de l'occupation des sols de la commune en 2018 (CLC).

L'occupation des sols de la commune, telle qu'elle ressort de la base de données européenne d'occupation biophysique des sols Corine Land Cover (CLC), est marquée par l'importance des territoires agricoles (94,6 % en 2018), en diminution par rapport à 1990 (96,4 %).
La répartition détaillée en 2018 est la suivante : prairies (65,5 %), terres arables (16,6 %), zones agricoles hétérogènes (12,4 %), zones urbanisées (5,4 %).
L'évolution de l'occupation des sols de la commune et de ses infrastructures peut être observée sur les différentes représentations cartographiques du territoire : la carte de Cassini (XVIIIe siècle), la carte d'état-major (1820-1866) et les cartes ou photos aériennes de l'IGN pour la période actuelle (1950 à aujourd'hui).

## Toponymie
Le nom de la localité est attesté sous les formes de Treverio en 1172 et Treveriae en 1198.
Charles Rostaing considère le toponyme issu de l'anthroponyme latin Treverius, tandis que sans certitude René Lepelley décèle le latin trabs, « poutre », évoquant possiblement un chantier.
Le gentilé est Trévièrois.

## Histoire

### Moyen Âge
Le territoire de Trévières était composé de plusieurs fiefs : le fief de Trévières, de la Ramée, et le franc-fief de l'Étang, dont relevait le fiefferme du Bosc-Moulin. Le fief de l'Étang avait été donné par Saint Louis, en 1262, aux moines de Montebourg.

### Temps modernes
En 1560, le fief de l'Étang est affermé à un bourgeois de Bayeux, Pierre Gallon, contre 60 livres tournois, et, en 1681, il est acquis des moines par le président Claude Pellot. Celui-ci après avoir uni le fief de Trévières à celui de la Ramée en 1677, fit ériger l'ensemble en comté en août 1683, mais n'en jouit pas longtemps, le nouveau comte meurt cette même année. Le 8 juillet 1684, son fils aîné, Claude-françois Pellot rend hommage pour sa châtellenie de Trévières. Le fils de Claude-François, Claude Pellot (v. 1683-1789), conseiller au Parlement de Paris, puis son petit-fils, Claude-Anne-François (1728-1793), seront à leur tour, comte de Trévières, seigneurs et patrons de la paroisse.

### Époque contemporaine
En 1858 Trévières (1 100 habitants en 1856) absorbe une petite partie du territoire d'Engranville (commune de 228 habitants, l'autre partie dont le bourg étant absorbée par Formigny), au nord-est de son territoire.
Lors de la bataille de Normandie, le bourg fut fortement touché, entraînant de nombreuses destructions et la mort de civils.

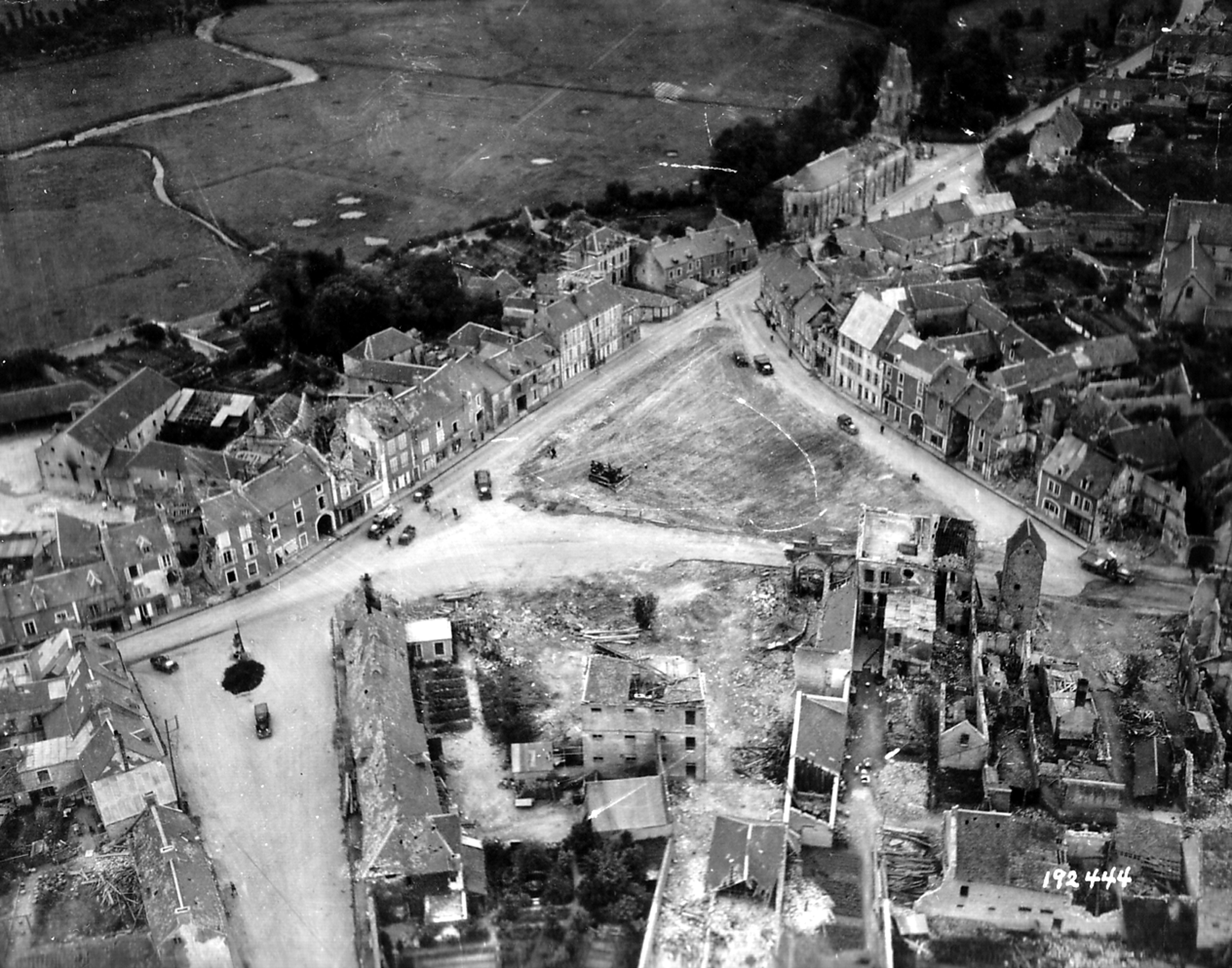
Le bourg en 1944.
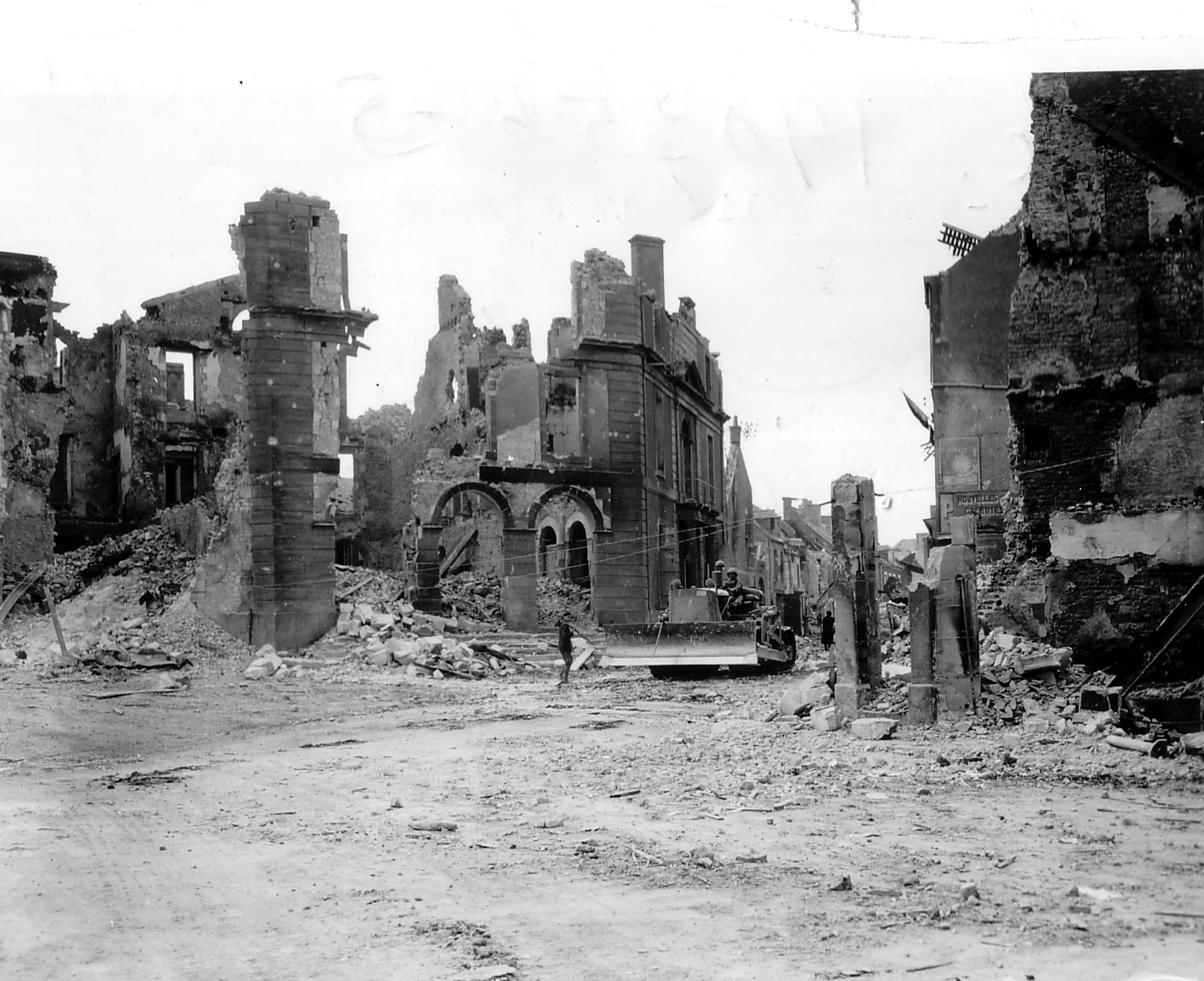
Un bulldozer déblayant les rues.

## Politique et administration

### Liste des maires

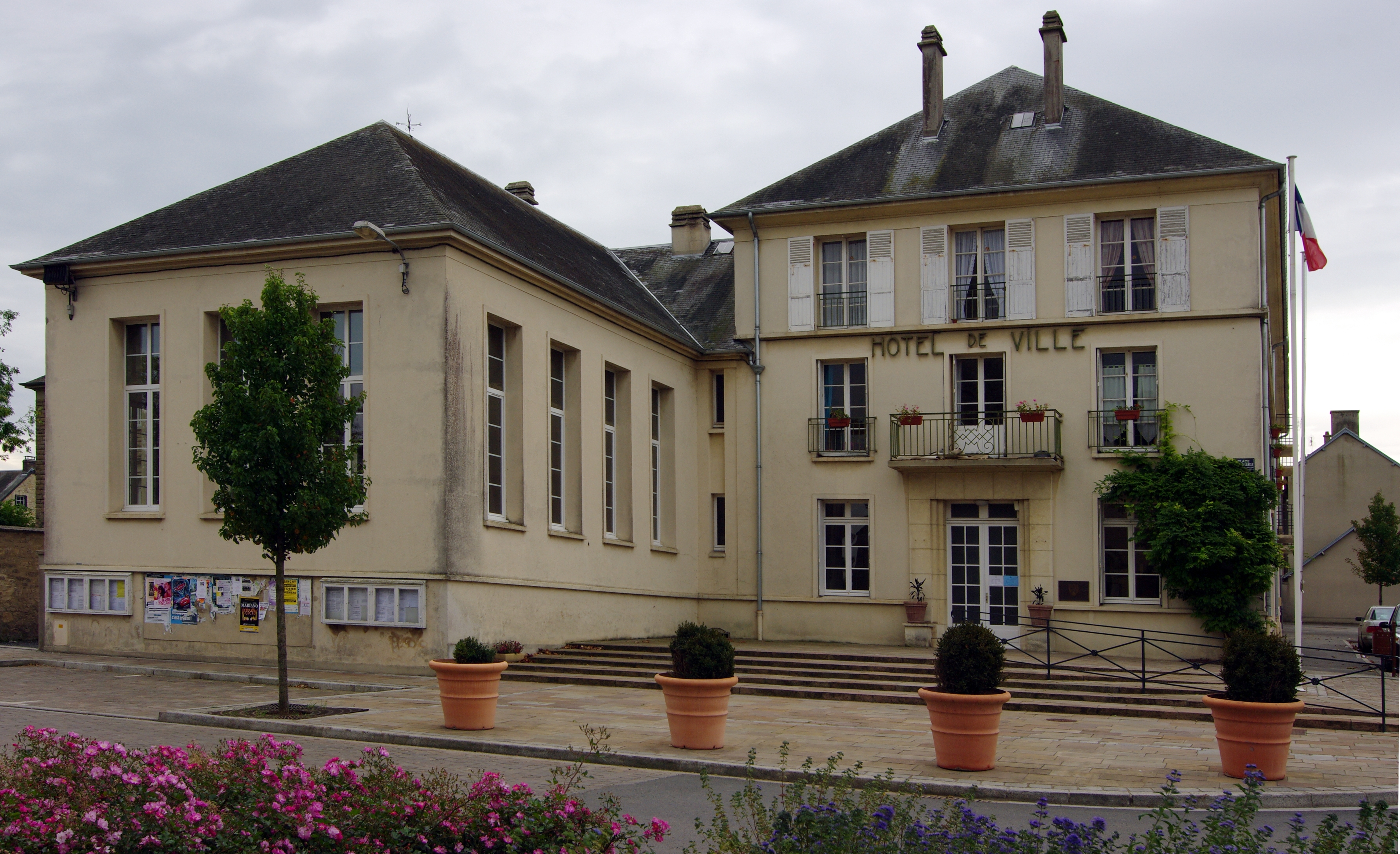
L'hôtel de ville.

Le conseil municipal est composé de quinze membres dont le maire et trois adjoints.

### Jumelages
- Stokeinteignhead (Royaume-Uni) depuis 1976.

## Population et société

### Démographie
L'évolution du nombre d'habitants est connue à travers les recensements de la population effectués dans la commune depuis 1793. Pour les communes de moins de 10 000 habitants, une enquête de recensement portant sur toute la population est réalisée tous les cinq ans, les populations de référence des années intermédiaires étant quant à elles estimées par interpolation ou extrapolation. Pour la commune, le premier recensement exhaustif entrant dans le cadre du nouveau dispositif a été réalisé en 2006.
En 2022, la commune comptait 922 habitants, en évolution de −0,43 % par rapport à 2016 (Calvados : +1,58 %, France hors Mayotte : +2,11 %).
Trévières a compté jusqu'à 1 160 habitants en 1861.
| 1793  | 1800 | 1806  | 1821 | 1831  | 1836 | 1841  | 1846  | 1851  |
| ----- | ---- | ----- | ---- | ----- | ---- | ----- | ----- | ----- |
| 1 019 | 986  | 1 053 | 991  | 1 019 | 990  | 1 057 | 1 070 | 1 075 |

| 1856  | 1861  | 1866  | 1872  | 1876  | 1881  | 1886  | 1891  | 1896  |
| ----- | ----- | ----- | ----- | ----- | ----- | ----- | ----- | ----- |
| 1 100 | 1 160 | 1 149 | 1 100 | 1 079 | 1 072 | 1 122 | 1 102 | 1 040 |

| 1901  | 1906 | 1911 | 1921 | 1926 | 1931 | 1936 | 1946 | 1954 |
| ----- | ---- | ---- | ---- | ---- | ---- | ---- | ---- | ---- |
| 1 005 | 966  | 969  | 808  | 788  | 820  | 867  | 809  | 823  |

| 1962 | 1968 | 1975 | 1982 | 1990 | 1999 | 2006 | 2011 | 2016 |
| ---- | ---- | ---- | ---- | ---- | ---- | ---- | ---- | ---- |
| 861  | 824  | 806  | 844  | 889  | 905  | 947  | 931  | 926  |

| 2021 | 2022 | - | - | - | - | - | - | - |
| ---- | ---- | - | - | - | - | - | - | - |
| 920  | 922  | - | - | - | - | - | - | - |

### Manifestations culturelles et festivités

#### Festival du livre
La ville de Trévières organise annuellement un festival du Livre qui décerne depuis 2004 le prix Octave-Mirbeau. Ce prix littéraire récompense annuellement un roman francophone, essentiellement en relation avec la Normandie. La liste des lauréats du prix sont :
- 2004 : Les Chiens de Ghriss de Serge Launay, (L'Harmattan)
- 2005 : Les hommes pleurent souvent seuls de Hubert Bodin (éditions Cheminements)
- 2006 : Mathilde ou les écirs de la passion de Martine Maury (éditions Créer)
- 2007 : Nena de Mundsen Mika (éditions Le Manuscrit)
- 2008 : Omaha crimes de Michel Bussi (éditions PTC Normandie)
- 2009 : Un peu de neige dans la mer de Jacques Grieu (éditions Pierregord)
- 2010 : Traverser l'oubli de Sophie Lucet (éditions du Seuil)
- 2011 : Les Taiseux de Jean-Louis Ezine (éditions Gallimard)
- 2012 : Kimya de Bruno Moutard (éditions Apart)
- 2013 : En vieillissant les hommes pleurent de Jean-Luc Seigle (éditions Flammarion)
- 2014 : Mémoire à bout portant de François-Michel Dupont (éditions Le Vistemboir)
- 2015 : Les Anges de la cité de Jean-Paul Halnaut (éditions des Falaises)

### Sports et loisirs
L'Union sportive trévièroise fait évoluer une équipe de football en division de district.
Autres clubs
- Club de taekwondo
- Judo-Club
- La Pétanque trévièroise
- Tennis-Club
- L'Amicale de cyclotouristes
- Amicale des chasseurs de gibier d'eau d´eau de la vallée d'Aure
- Société de pêche
- Club de plongée Tek Plongée Odyssée
- SHR Société hippique rurale
- Les Volants trévièrois

### Vie associative
- Association des parents d'élèves de l'école publique
- Le Déclic Photo Club
- Comité de jumelage
- Maison des associations
- Les Joyeux Colibris
- ADMR de l'Aure
- OGEC Notre-Dame
- Association Sol fa marais do
- Association Cinéma Le Normandy
- Loisirs pour tous
- Enfants DO
- Bibliothèque pour tous
- Amicale des sapeurs pompiers
- Trévières Danse
- Anciens Combattants
- Association des parents d'élèves école Notre-Dame
- Comité des fêtes
- Danse africaine au rythme du soleil
- Association Marais Page
- Jardin-Forêt des Hespérides

- Omaha Bedford

## Économie
La commune se situe dans la zone géographique des appellations d'origine protégée (AOP) Beurre d'Isigny et Crème d'Isigny.

## Culture locale et patrimoine

### Lieux et monuments

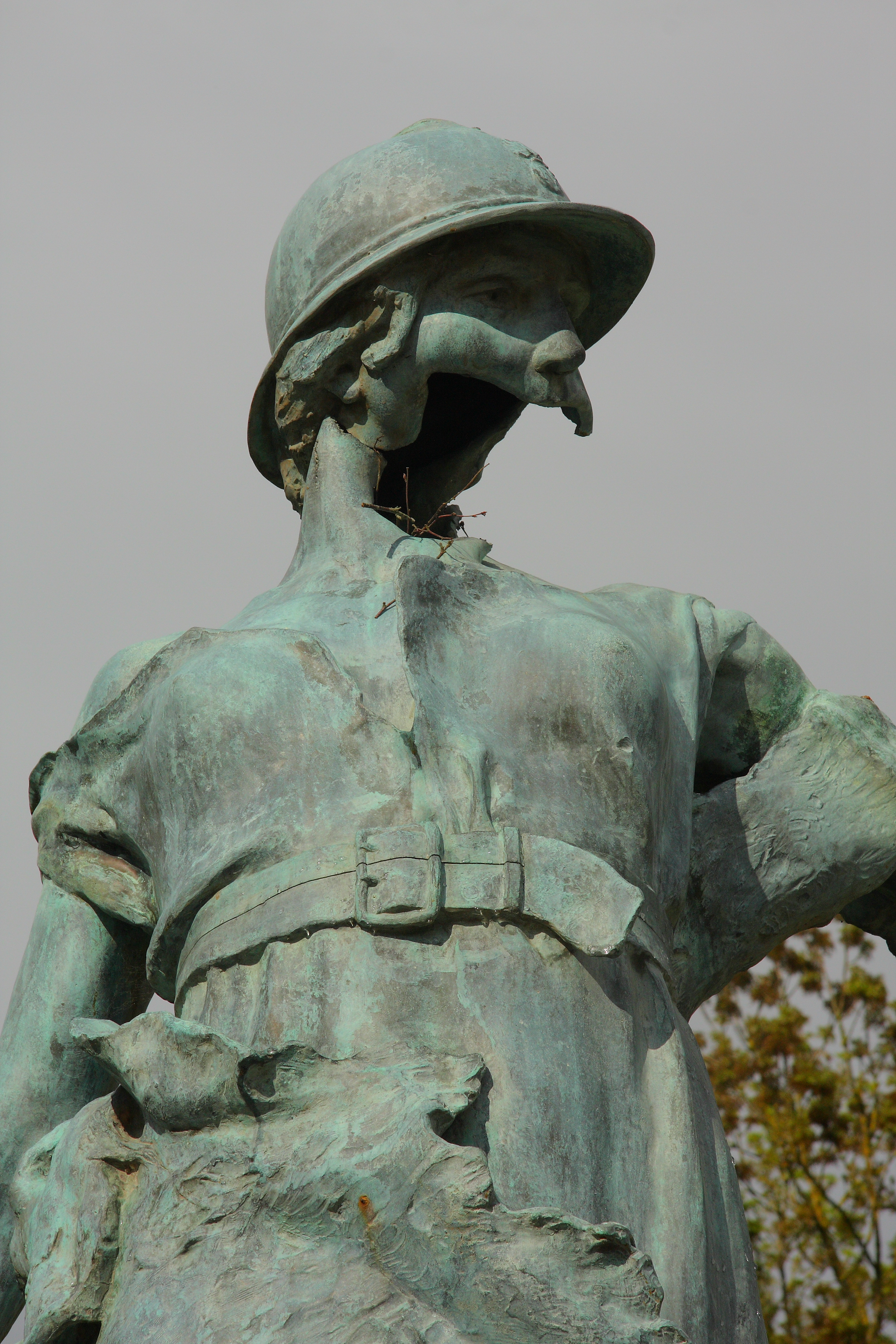
Le monument aux morts touché par un obus.

- L'église Saint-Aignan possède un clocher roman du XIIe siècle classé au titre des monuments historiques[48] restauré lors de la Reconstruction. Le reste de l'édifice a été reconstruit à la fin du XIXe siècle, mais de l'autre côté du clocher par rapport à la position initiale. L'église a donc une orientation inhabituelle, chevet à l'ouest[49]. À l'intérieur, on peut admirer un superbe vitrail à la mémoire des officiers et des soldats du 377e régiment de la 95e division d'infanterie américaine.
- Le Beau Moulin (anciennement Bosq-Moulin) du XVIIe siècle est également classé ainsi que son bief[50].
- Le manoir de la Ramée. Au milieu du XIe siècle, un Escajeul (Écajeul) est en possession du chastel de la Ramée[51]. Dans l'inventaire des chartes de l'abbaye de Montebourg, dressé en 1312, est cité un moulin en 1278 puis en 1296, qui était la possession de Thomas puis de Jean d'Écajeul, de la famille détentrice du fief de la Ramée[52]. Dans la seconde moitié du XVe siècle, à la fin de la guerre de Cent Ans, Henri de Colombières reprendra aux Anglais le fort de la Ramée au moment de la bataille de Formigny[53].
- Manoir des Londes ou des Tourailles du XVIe siècle. Vers 1583, Pierre de Vérigny, procureur général du roi, bailli de Caen, est seigneur des Londes-sur-Trévières[54]. Le domaine passe à la famille Turgot à la suite du mariage d'Élisabeth de Vérigny avec Claude Turgot. En mars 1753 meurt le dernier des Turgot, seigneur des Tourailles[55].
- La maison natale d'Octave Mirbeau.
- Le monument aux morts de la guerre de 1914-1918 est une statue casquée personnifiant la Victoire. Sculptée par l'ancien maire Edmond de Laheudrie et inaugurée le 16 mai 1921, elle porte la trace des combats pour la libération de 1944[56]. Un obus tiré depuis Omaha a emporté le visage de la statue de bronze qui est restée dans son état jusqu'à nos jours. Sur le monument, une plaque rappelle la bataille de Normandie. Devenue un symbole des gueules cassées, l'œuvre a été copiée pour être placée à l'entrée du National D-Day memorial (en) de Bedford (Virginie) ; baptisée The lady of Trévières, elle est inaugurée par le président George W. Bush le 23 octobre 2002[57],[58],[59].

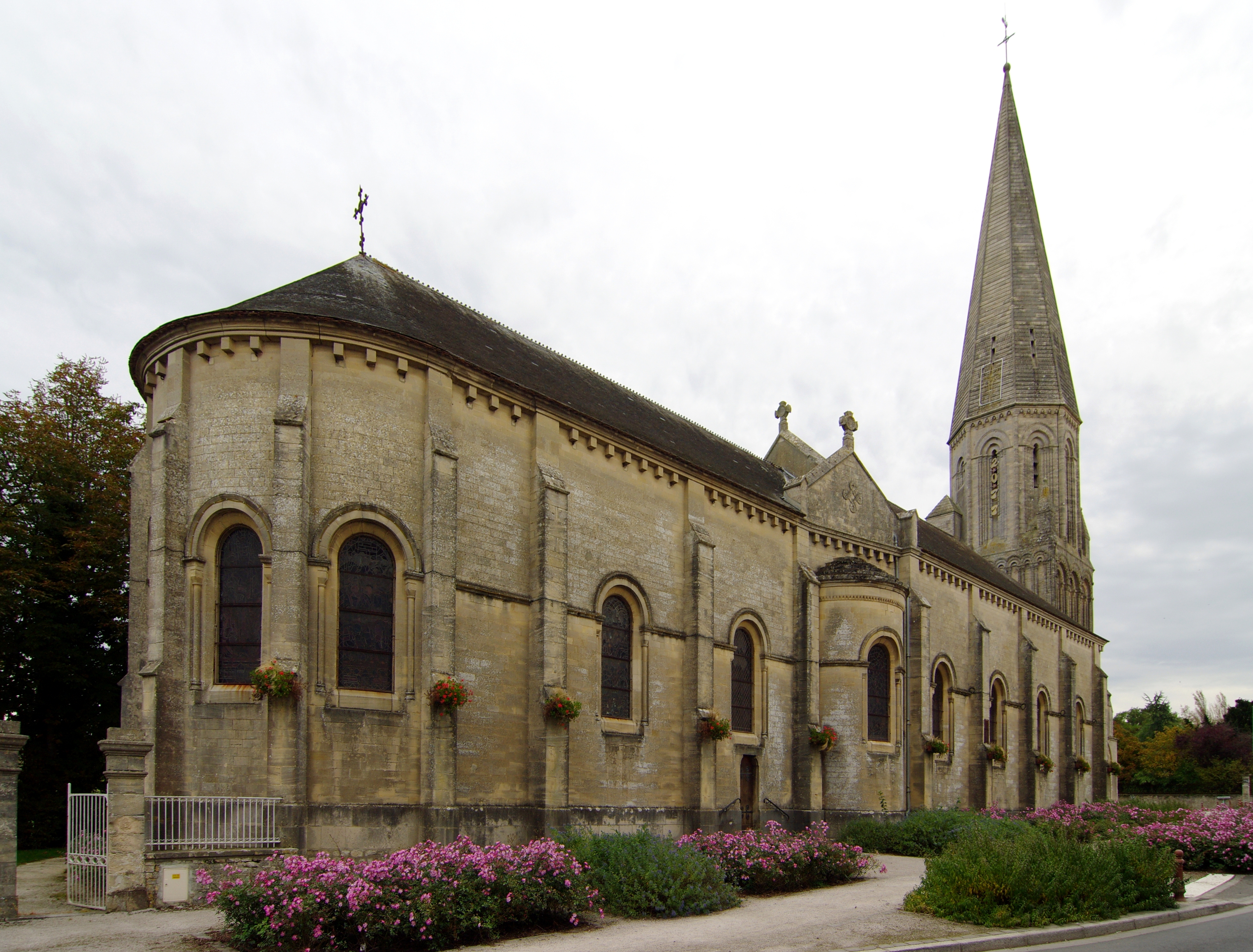
L'église Saint-Aignan.
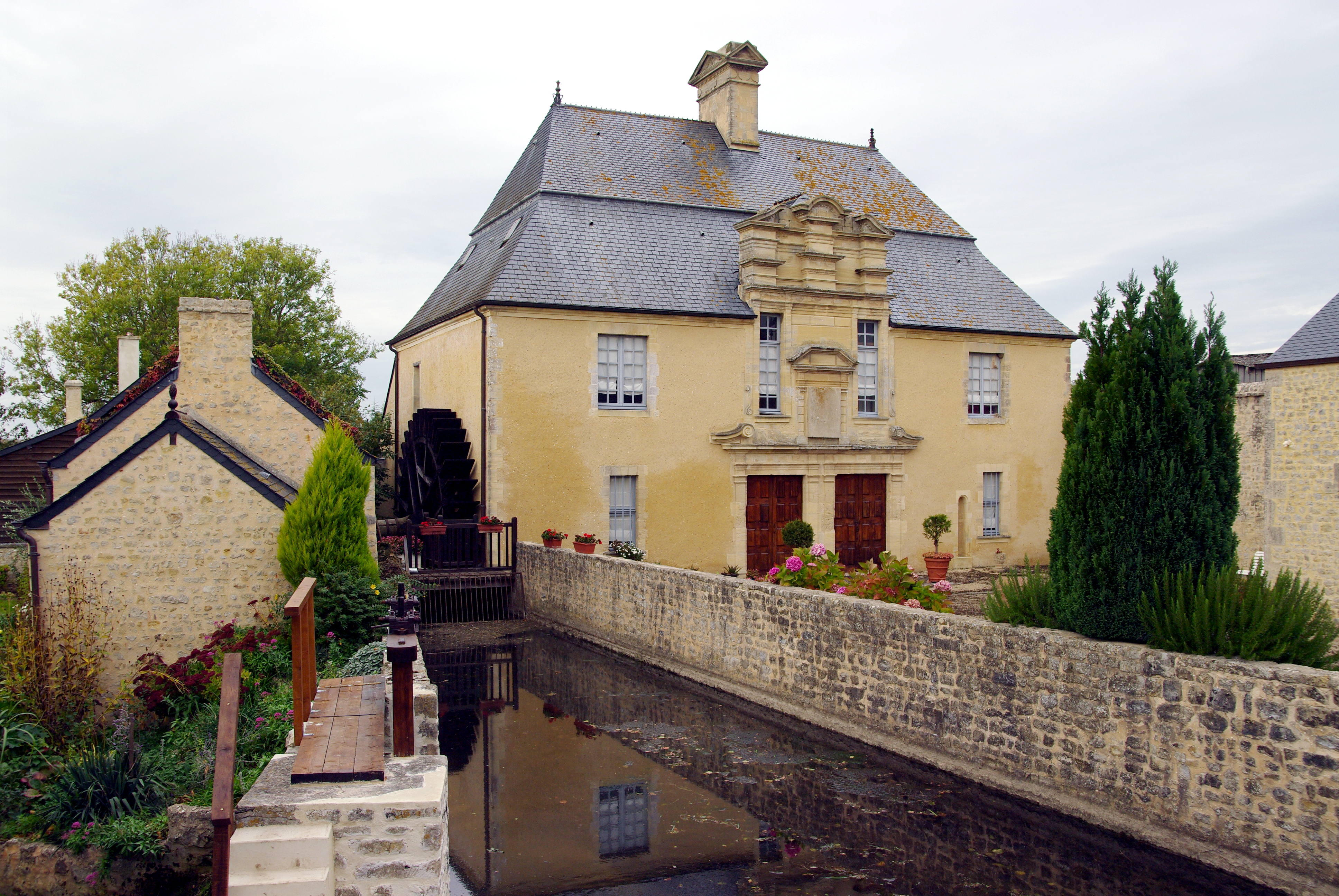
Le Beau Moulin et son bief.
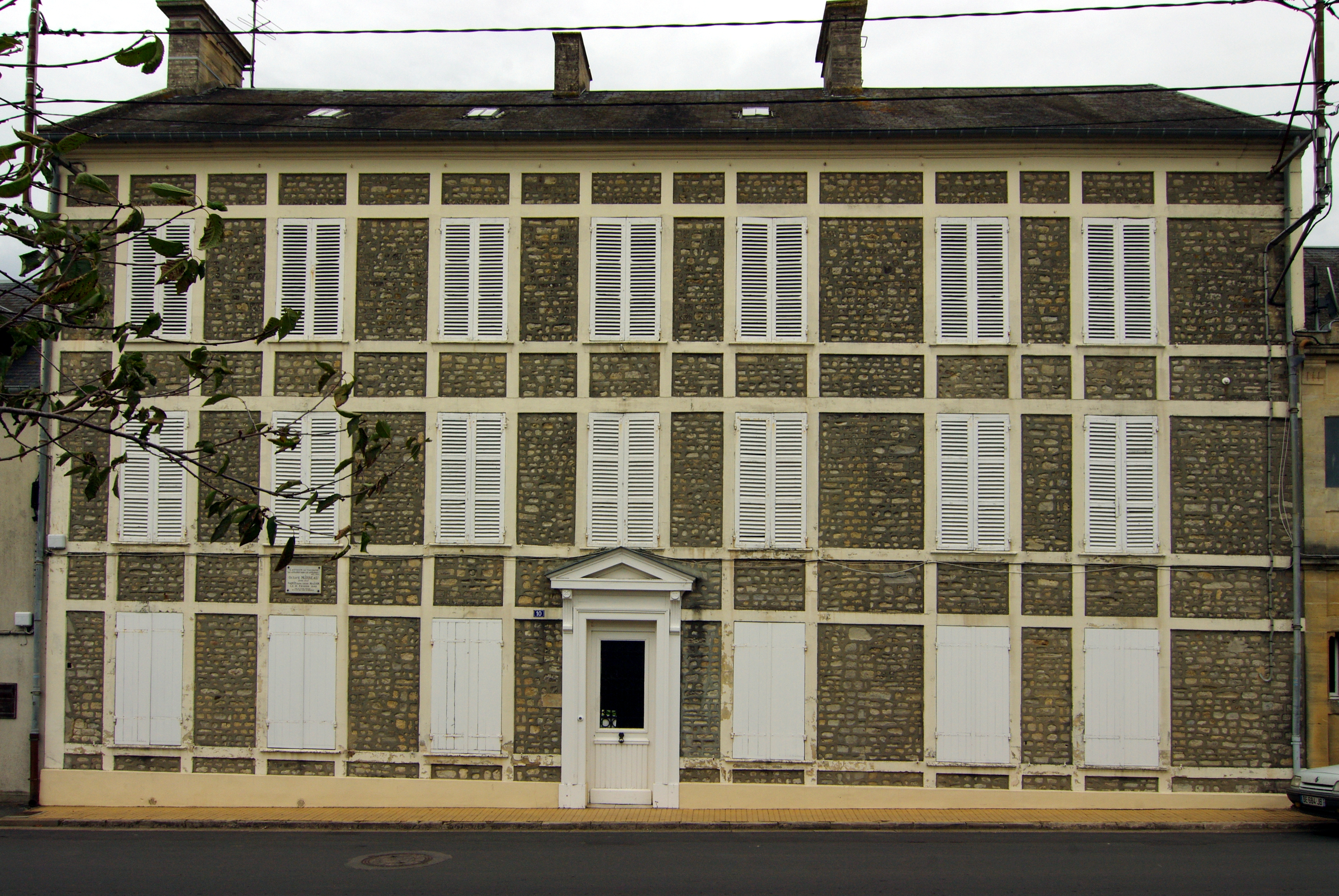
La maison natale d'Octave Mirbeau.

### Personnalités liées à la commune
- Octave Mirbeau (Trévières, 1848 - 1917), écrivain.
- Edmond de Laheudrie (1861-1946), sculpteur et historien, ancien maire (de 1896 à 1900).
- Roger Jouet, conseiller général, conseiller régional, maire de 1971 à 1994.

### Héraldique
| Armes de Trévières | Les armes de la commune de Trévières se blasonnent ainsi : De sable aux trois cotices d'or. Il s'agit des armes de la famille Pellot, comtes de Trévières dès 1693. |